# 鬼橋美智子
鬼橋 美智子（おにはし みちこ、1968年1月2日 - ）は、福岡県を拠点とするラジオパーソナリティ・ローカルタレント。愛称は「おにちゃん」「団長」現在は、「タレント」活動と歌う「ヨガ」の二刀流で活躍中

## プロフィール
北九州市八幡西区出身、福岡県立折尾高等学校卒業。血液型はA型。放送界に入る前は農協に勤務していた。
RKBラジオのラジオカー「スナッピー」オーディションに、3回目の挑戦で合格し、1991年より17期生としてドライバー兼取材キャスターとして活躍。スナッピー卒業後も事実上の局専属状態でRKBに残り、ラジオ「渡辺通り4丁目ラジオ青年団」でデビュー後、1995年スタートの「ユアヒットパレード」で本格的にラジオパーソナリティーとしての活動を開始。2009年以降は福岡ソフトバンクホークス応援番組のメインパーソナリティを務める。その為、「ホークスと結婚した女」を自称する。
浜名千広（元福岡ダイエーホークス）のファン。その浜名は引退後RKBの野球解説者となった為、番組などで何度も共演している。
2007年2月に発売されたホークス公式月刊誌「月刊ホークス」3月号に、山口かつみ原作の連載漫画「ホークスキッズ」で、放送部のオニハシ先生として描かれた。

## 出演
放送関係は以前はRKB専属だったが、最近ではFM福岡にも出演している。

### テレビ
- サンデーウォッチ「スポーツウォッチ」コーナー
- 今日感テレビ「鬼スポ」（14時台・不定期）

### ラジオ
- 鬼スポ 花の応援団! - 「団長」の称号はこの番組のシリーズに由来
- 鬼ちゃん・西やんの日曜ちゃちゃちゃ
- ピンボケ!
- プロ野球三都物語 - シーズン前に北海道放送、東北放送と同時ネット。
- 開店! ウメ子食堂（月曜 - 金曜 9:00 - 11:55）
- Weekend Live あんたっちゃぶる（金曜 10:00 - 17:25、2021年10月 - ）

### CM
- 弁護士法人 法律事務所ホームワン（福岡県内ラジオ）

## 過去の出演番組
- 渡辺通り4丁目ラジオ青年団（RKBラジオ）
- ユアヒットパレード (RKBラジオ)
- ホークス歌の応援団（RKBラジオ）
- イケイケ! ラジオシティ!（RKBラジオ）